# Гидроузел

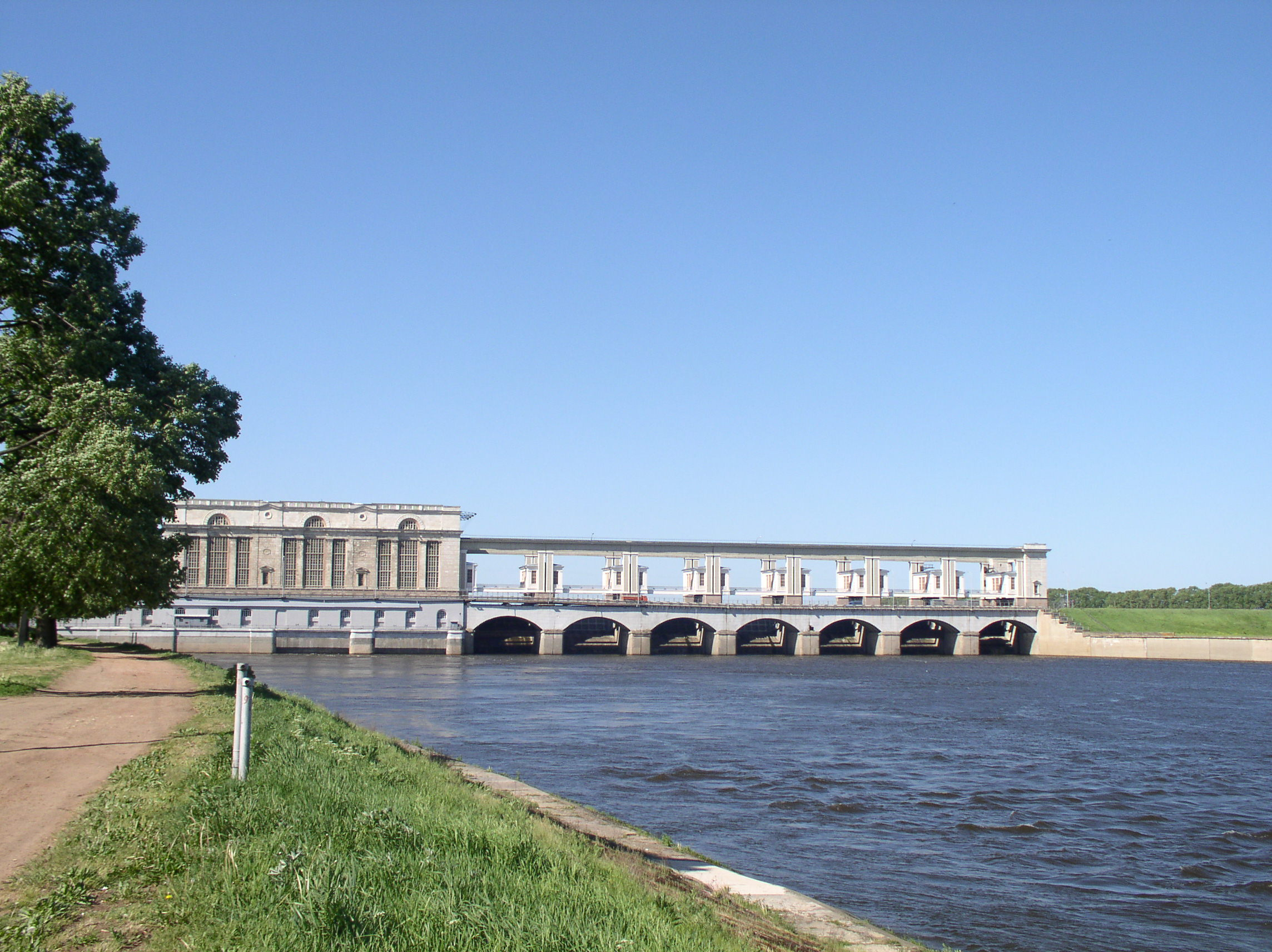
Угличский гидроузел

Гидроу́зел — комплекс или группа гидротехнических сооружений, объединённых по расположению, целям и условиям их работы.
В зависимости от назначения гидроузлы делятся на:
- энергетические,
- воднотранспортные,
- водозаборные.

Часто гидроузлы бывают комплексные, одновременно выполняющие несколько водохозяйственных функций.

## Разновидности
Различают гидроузлы:
- низконапорные когда разность уровней воды верхнего и нижнего бьефов (напор) не превышает 10 м,
- средненапорные (с напором 10-40 м),
- высоконапорные (с напором более 40 м).

Низконапорные гидроузлы сооружаются на равнинных реках, преимущественно в пределах их русла, главным образом, для транспортных или энергетических целей (ГЭС) и на горных реках (для орошения); низконапорные гидроузлы работают при небольших суточных колебаниях уровня воды в верхнем бьефе. Водосливные плотины таких гидроузлов с низким порогом и большими пролетами практически не нарушают условий пропуска паводков, льда и наносов.
Судоходные сооружения при компоновке низконапорных гидроузлов размещаются так, чтобы были обеспечены безопасность и удобство подхода судов в камеру и выхода из нее. Для этого трасса судового хода по возможности удаляется от водосбросных отверстий плотины и ГЭС.
Средненапорные гидроузлы сооружаются для тех же целей, что и низконапорные, а также для борьбы с наводнениями; средненапорные гидроузлы, связанные обычно с затоплением поймы, существенно изменяют гидрологический режим реки. Благодаря возможности сезонного (иногда многолетнего) регулирования стока реки колебания уровней верхнего бьефа обычно составляют 5…15 м, что позволяет иногда снижать («срезать») расходы пропускаемых в нижний бьеф за счет их аккумулирования в водохранилище. Геологическая обстановка в створе гидроузла имеет первостепенное значение и влияет также на выбор типов сооружений и на их расположение. Тяжелые и жесткие сооружения водосбросные плотины, здания ГЭС, судоходные шлюзы, обычно, размещают на коренных грунтах, которые имеют значительную несущую способность.
Различают две основные схемы компоновки средненапорных гидроузлов с размещением водосбросных сооружений в русле и на пойме.
При русловой компоновке эти сооружения возводят в две-три очереди за перемычками при одновременном пропуске речных вод через свободную часть русла. На первом этапе в защищенном перемычками котловане строится лишь часть водопропускных сооружений, при этом у них остаются незавершенными по высоте водосливные пролеты или же в бетонной кладке устраивают донные отверстия. На следующем этапе перемычки первой очереди разбираются, огораживается следующая часть русла, а строительные расходы воды пропускаются через отверстия, оставленные в бетонной кладке первой очереди, которые в дальнейшем зарабатываются.
При пойменной способе с размещением водопропускных сооружений на берегу (пойме) отпадает потребность в высоких перемычках и в меньшей степени обжимается течение реки в паводок, но зато является необходимым обустройство низового и верхового подходных каналов для соединения водопропускных сооружений с руслом реки. По мере готовности бетонных сооружений русло реки перекрывается земляной плотиной, а речные воды направляются по новому руслу к сооружениям, в которых, как и при русловой схеме, остаются незаработанными водопропускные отверстия.
Существенно влияет на компоновку гидроузла применение совмещенных сооружений, например совмещенных зданий ГЭС, водосбросного плотины с ГЭС и др. При возведении средненапорных гидроузлов на горных реках в некоторых случаях (особенно при небольших затратах) целесообразно береговое расположение водосбросов (при глухих плотинах, которые сооружаются обычно из земли и камня).
Высоконапорные гидроузлы обычно служат для комплексных целей. Их возводят в горных ущельях с крутыми береговыми склонами. Передача больших нагрузок от высоких сооружений требует прочных скальных или полускальных оснований, за исключением земляных и накидных плотин, для которых такие условия не обязательны.
При расположении гидроузла в глубоких каньонах, плотины занимают основную часть водонапорного фронта, а стоимость их возведения составляет 70-90 % от стоимости гидроузла в целом. Водосбросы устраиваются либо в теле плотины, либо на берегу. В высоконапорных гидроузлах для защиты от обвалов, оползней, камнепадов и т. д. и для укорочение отводящего тракта иногда строят подземные гидроэлектростанции.
Намеченные компоновки гидроузла, как правило, проверяются и корректируются применительно к их гидравлическому режиму экспериментально на моделях в гидравлических лабораториях.
Кроме решения водохозяйственных задач, ради которых строятся гидроузлы, от них требуется также создание определенного архитектурного ансамбля, органически связанного с окружающей природой.